# Tadeusz Stocki
Tadeusz Stocki vel Tadeusz Skarbek vel Karol Zawitniewicz vel Zawisza, ps. Ćma, Kielich (ur. 31 sierpnia 1902 w Turobinie, zm. 3 grudnia 1993 w Warszawie) – oficer Wojska Polskiego, Polskich Sił Zbrojnych i Armii Krajowej, major intendent z wyższymi studiami wojskowymi Wojska Polskiego, cichociemny.

## Życiorys
W czasie nauki w gimnazjum wziął udział w wojnie polsko-bolszewickiej, walcząc w kompanii karabinów maszynowych 201 Ochotniczego pułku piechoty Dywizji Ochotniczej i uczestnicząc m.in. w kampanii wileńskiej. W 1924 roku ukończył Gimnazjum im Hetmana Jana Zamoyskiego w Lublinie, uzyskując maturę. Później kończył kursy w: Oficerskiej Szkole Marynarki Wojennej i Oficerskiej Szkole Inżynierii. Od 1928 roku służył w 7 batalionie saperów na stanowiskach kolejno dowódcy plutonu, kompanii liniowej i szkolnej. Na początku lat 30. był instruktorem w Centrum Wyszkolenia Saperów w Modlinie i na kursie przygotowawczym do Wyższej Szkoły Intendentury. W latach 1936–1938 studiował w Wyższej Szkole Intendentury w Warszawie. 31 października 1938 roku, po ukończeniu studiów (XII promocja), otrzymał tytuł oficera intendentury z wyższymi studiami wojskowymi i przydział do Dowództwa Okręgu Korpusu Nr IV w Łodzi na stanowisko kierownika Referatu Rachunkowo-Budżetowego.
We wrześniu 1939 roku kontynuował służbę na powyższym stanowisku. Po rozwiązaniu Dowództwa OK 12 września został przydzielony do Szefostwa Intendentury Sztabu Naczelnego Wodza, z którym to sztabem 18 września przekroczył granicę polsko-rumuńską. Po ucieczce z internowania w Rumunii 4 grudnia dotarł do Francji, gdzie został skierowany do pracy w Ministerstwie Spraw Wojskowych w Paryżu jako referent w Wydziale Gospodarczym. Od marca 1940 roku służył jako oficer gospodarczy w Ośrodku Wyszkolenia Oficerów w Niort.
W czerwcu 1940 roku został ewakuowany do Wielkiej Brytanii, gdzie został przydzielony do 5 Brygady Kadrowej Strzelców na stanowisko kwatermistrza. 
Zgłosił się do służby w kraju. Po przeszkoleniu w dywersji został zaprzysiężony 7 kwietnia 1942 roku w Oddziale VI Sztabu Naczelnego Wodza. Zrzutu dokonano w nocy z 2 na 3 października 1942 roku w ramach operacji „Lathe” dowodzonej przez por. naw. Mieczysława Kuźmickiego. Ekipa została zrzucona na placówkę odbiorczą „Osa” 15 km na północny zachód od Siedlec, w okolicy wsi Mokobody. Po aklimatyzacji w Warszawie dostał w grudniu 1942 roku przydział do Związku Odwetu i Kedywu Komendy Głównej AK na stanowisko kierownika produkcji sprzętu dywersyjnego. Od maja 1943 roku pracował w Oddziale IV Kwatermistrzowskim jako inspektor i wykładowca na kursach.
13 września 1943 roku został przypadkowo aresztowany przez Gestapo w czasie łapanki. Był więziony na Pawiaku, w obozach koncentracyjnych Auschwitz-Birkenau i w Buchenwaldzie. Po wyzwoleniu przez wojska amerykańskie 11 czerwca 1945 roku zameldował się w Oddziale VI Naczelnego Wodza w Londynie. Został oficerem administracyjnym w Inspektoracie Szkolenia Polskich Sił Zbrojnych w Sztabie Naczelnego Wodza i Sztabie Głównym. Po zdemobilizowaniu 8 listopada, 21 listopada 1946 roku przyjechał do Polski, osiedliwszy się w Katowicach.
Do 1956 roku był inwigilowany i szykanowany przez UB. Podejmował prace w śląskich zakładach przemysłowych na stanowiskach referenta inwestycji i kierownika działu obrachunkowego. W 1958 roku przeniósł się do Warszawy, gdzie podjął pracę w Biurze Projektów Instalacji Przemysłowych Instalprojekt na stanowisku zastępcy kierownika Działu Ekonomicznego. W 1970 roku przeszedł na emeryturę.

## Awanse
- kapral podchorąży – 1925 rok
- podporucznik służby stałej saperów – ze starszeństwem z dniem 15 sierpnia 1927 roku
- porucznik – ze starszeństwem z dniem 15 sierpnia 1929 roku
- kapitan – ze starszeństwem z dniem 19 marca 1939 roku
- major – ze starszeństwem z dniem 3 października 1942 roku.

## Ordery i odznaczenia
- Krzyż Srebrny Orderu Virtuti Militari nr 13569[1]
- Krzyż Walecznych
- Srebrny Krzyż Zasługi
- Medal Pamiątkowy za Wojnę 1918–1921
- Medal za Długoletnią Służbę.

## Życie rodzinne
Był synem Wincentego, rolnika, i Ewy z domu Polskiej. Ożenił się w 1947 roku ze Stefanią Przybysz (1911–1979). Nie mieli dzieci.